# 개리 (래퍼)
개리(Gary, 본명: 강희건, 1978년 2월 24일 ~ )는 대한민국의 래퍼이자 작사가 겸 MC이다.
식당 경영자 및 공연 기획사의 설립자 겸 공연 기획·연출가로도 활동하고 있다.
길과 함께 힙합 듀오 리쌍 활동을 하였다.
1996년, 스머프라는 그룹에서 활동을 하였으며, 1998년에는 엑스틴 객원 멤버로 참가하게 되었다. 이 당시, 길을 만나게 되어 허니 패밀리에 합류하게 되었고, 1집과 2집에 참여하였다.
2002년, 개리와 길은 공식적으로 리쌍이란 이름의 듀오를 결성하고 음반 발표와 함께 컴백하였다.
개리는 길과 함께 힙합 크루 무브먼트의 일원으로도 활동하고 있다.
개리는 작사가로도 활발히 활동 중이며, 리쌍 대부분의 노래의 작사를 맡았다.
또한, 개리는 무술 합이 8단이다.

## 학력
- 서울잠실초등학교 (졸업)
- 잠실중학교 (졸업)
- 잠실고등학교 (졸업)
- 용인대학교 경호학과 (중퇴)

## 생애

### 학창 시절 및 데뷔 전
개리는 1978년 2월 24일 서울 송파구 잠실동에서 태어났다. 가족사항으로는 부모님과 형이 있다. 학창 시절에 개리는 음악보다는 춤을 좋아했었고, 연예인이 되고 싶었다고 한다. 중학교 때 별명이 ‘개’라서 현재의 예명인 개리로 지었다고 한다. 잠실고등학교 시절에는 백댄서로도 활동했으며, 댄스 대회에서 우승을 하기도 했다. 대학교는 용인대학교 경호학과에 입학하였으나, 나중에 제적당했다. 권투를 20세부터 10년간하며 아마추어 복싱 선수로도 활동하기도 하다.

### 초기 활동 (1996년 ~ 2001년)
1996년, 개리는 스머프라는 댄스 음악 그룹에서 활동을 하였다. 스머프의 1집 음반 《Smurph》는 1996년 12월 발매되었다. 1997년에는 엑스틴에서 활동하게 되었다. 개리가 참여한 엑스틴의 음반은 1998년과 2000년 두 차례에 걸쳐 음반이 발매되었다. 길 또한 엑스틴의 일원으로, 개리와 길은 이 당시에 만나게 되었다. 이 때, 개리와 길은 "얼굴도 별로고 음악도 별로다."라는 평가를 받았다고 한다. 이후, 개리와 길은 허니 패밀리에서 활동하였고, 개리와 길이 참여한 음반은 1999년과 2000년에 걸쳐 발매되었다. 이 때 개리는 “나 이제 연예인 됐다.”라는 생각을 했다고 한다. 개리, 길, 디기리는 "리쌈 트리오"라는 음악 그룹을 결성하였으며, 리쌈 트리오는 2000년 컴필레이션 음반 《2000 대한민국》을 발매하였다. 리쌈 트리오는 리쌍의 모태, 전신이라고 여겨지고 있다.

### 리쌍 (2002년 ~ 2017년)

#### 2002년 ~ 2006년 (1집~3집)
리쌈 트리오에서 디기리가 빠지고, 개리와 길은 2002년 리쌍이라는 이름의 힙합 듀오를 정식으로 결성하였다. 1집 음반 《Leessang of Honey Familly》는 2002년 6월 27일 발매되었다. 정인이 이 음반에 참여하였으며, 정인의 목소리와 리쌍의 멜로디는 잘 어우러져 있다고 평가받았다. 이 데뷔 음반은 약 1억원의 빚을 내면서 준비를 하였던 음반이였으며, 약 6만장이 팔리게 된다. 타이틀곡은 〈Rush〉로, 엠넷KM 뮤직 비디오 페스티벌에서 힙합음악상을 수상하였다. 2집 음반인 《재, 계발 (再, 啓發)》은 2003년 5월 22일 발매되었다. 이 음반에도 정인이 참여하였다. 타이틀곡은 〈리쌍부르쓰〉로, 개리가 이 노래의 작사와 작곡을 하였다. 음악 평론가 이호연은 이 음반은 개리의 랩과 가사 그리고 길의 블루지한 목소리와 더불어 정인에 이르기까지 모든 것이 완벽한 하모니를 들려주었다고 평론하였다. 2004년 3월 11일, 베스트 음반인 《Leessang Special Jungin》이 발매되었다. 리쌍의 노래 중 대부분은 길이 작곡을 맡고 있으며, 작사는 대부분 개리가 맡고 있다. 한편, 개리는 디기리의 솔로 데뷔 음반의 수록곡인 〈토요일 오후〉와 〈0영역의 배틀〉의 피처링을 맡았으며, 2003년 6월 3일 공개되었다.
또한, 개리는 2005년 1월 13일 공개된 BMK의 노래 〈Rainbow〉에도 피처링을 하였다. 2005년 10월 14일, 3집 음반 《Library Of Soul》을 발표하였으며, 3만장이 발매 당일 매진되었다. 이 음반 또한 전곡을 개리가 작사하였으며, 길이 작곡하였다. 맥스mp3의 인기 차트 순위권에서 이번 앨범의 13곡 중 12곡이 순위에 오르기도 하였다. 타이틀곡인 〈내가 웃는게 아니야〉는 개리의 실제 경험을 바탕으로 작사된 노래로, 발표하자마자 SBS 인기가요 1위 후보를 하였으며, 네이트와 싸이월드, 멜론 등 음악 사이트에서 1위를 하였다. 후속곡은 〈광대〉로, 피처링은 BMK가 맡았다. MBC 대학가요제의 대상을 수상한 이대나온여자의 노래 〈군계무학〉이 〈광대〉를 표절했다는 논란이 일기도 하였다. 개리는 다이나믹 듀오의 노래 〈It's Alright〉에 피처링을 하였으며, 2005년 10월 26일 공개되었다. 이 노래는 음악 차트에 순위를 올리기도 했다. 또한, 장혜진의 노래 〈불꽃〉에 피처링은 물론, 직접 랩 작사를 맡았으며, 이 노래는 2006년 6월 26일 공개되었다.

#### 2007년 ~ 2009년 (4집~6집)
2007년 5월 17일, 4집 음반 《Black Sun》을 발매하였다. 원래 음반은 4월에 발표하려 했으나, 앨범의 완성도를 높이기 위해 5월로 미루었다고 한다. 개리는 이 음반의 모든 곡이 경험담이라고 밝히기도 했다. 타이틀곡 〈Ballerino〉 또한 개리와 5년동안 만난 여자친구와의 경험담이라고 한다. 또한, 살아오면서 누군가를 만나게 되는 설렘을 표현한 곡이 〈리쌍부르스〉이고 헤어지고 난 직후의 슬픔이 담긴 곡이 〈내가 웃는 게 아니야〉라면, 〈Ballerino〉는 헤어지고 나서 남아있는 미련과 회한이 담긴 노래라고 라고 설명하기도 했다. 〈Ballerino〉 활동 당시 리쌍은, 싸이월드 디지털 뮤직 어워드에서 6월의 Song Of The Month를, 7월 4주째 SBS 인기가요에서 뮤티즌송을 수상하였다. 2008년 6월 27일 공개된 비지의 노래 〈Movement 4〉에는 무브먼트의 일원들이 참가하였으며, 리쌍 또한 참가하였다. 2008년 8월 31일 개봉한 영화 《다찌마와 리: 악인이여 지옥행 급행열차를 타라!》에서는 길과 함께 상하이 역 불량배 역할로 카메오 출연하였다.
약 2년간, 리쌍은 5집 음반인 《백아절현》을 준비하였다. 음반은 2009년 1월 8일 발매되었으며, 다른 음반과 마찬가지로 모든 곡의 작사를 개리가, 작곡을 길이 맡았다. 타이틀곡 <챔피언>은 故 최요삼 선수를 추모하는 노래로, 정인이 피처링하였다. 아마추어 복싱 선수 시절에 최요삼과 만나 친한 사이였다고 한다. 이 음반은 최요삼 선수를 기리는 차원에서 방송 활동을 전혀 하지 않았다. 개리는 〈챔피언〉의 뮤직비디오의 음악 감독을 맡기도 했다. 2009년 9월, 리쌍의 정규 6집 발매 소식이 언론을 통해 공개되었으며, 1년도 안되어서 6집 음반인 《HEXAGONAL》이 2009년 10월 7일 발매되었다. 타이틀곡은 〈헤어지지 못하는 남자, 떠나가지 못하는 여자〉로, 정인이 피처링을 하였다. 이 곡은 표절 논란이 일었으나, 리쌍은 공식적으로 샘플링을 한 것이라고 발표하였다. 이 노래는 가온차트에서 1위를 하였으며, 각종 음악 차트에서도 1위를 하였다. 이 곡은 싸이월드 Song of the Month에 선정되기도 했다. 또한, KBS2 뮤직뱅크 2009년 10월 3주차에서 1위를 하였다. 2009년 11월 21일 행해진 Mnet 아시안 뮤직 어워드에서는 힙함 음악상을 수상하였으며, 12월 16일 행해진 멜론 뮤직 어워드에서는 서든 라이즈상을 수상하였다. 6집 음반 모든 수록곡이 음원 순위에 올랐으며, 수록곡 중 〈변해가네〉는 김광석의 노래를 리메이크한 것이다. 후속곡은 〈우리 지금 만나〉로, 장기하와 얼굴들이 참여한 곡이다. 이 노래는 피쉬&그릴의 CM송으로 리메이크 되기도 하였다. 2009년 10월 7일 공개된 다이나믹 듀오의 노래 〈잔돈은 됐어요〉에서 개리는 피처링을 하였으며, 이 노래는 2010년 한국대중음악상 최우수 랩&힙합 노래 부문에 후보로 오르기도 했다. 10월 15일에 공개된 이수영의 노래 〈서로가 서로가 아니면 안될 때〉에는 길과 함께 피처링을 하였으며, 이 노래는 이수영의 후속곡이였다.

#### (2010년 이후) 7집 이후의 활동과 예능 출연
6집 활동이 끝나고, 개리는 SBS 《런닝맨》에 2010년 7월 11일 첫 방송부터 고정 출연자로 출연하게 되었다. 개리의 첫 예능 고정임에도 불구하고, 개리의 예능 출연은 호평을 받았으며, 2010년 SBS 연예대상에서 뉴스타상을 수상하게 되었다. 개리는 이효리의 노래 〈그네〉를 피처링하였으며, 이 노래는 2010년 4월 12일 공개된 후, 타이틀곡이 아님에도 불구하고 각종 음악차트에서 1위를 하였다. 또한, 《런닝맨》에 같이 출연중인 김종국의 노래 〈다시 내게로 돌아와〉에도 피처링을 하였으며, 이 노래가 수록된 음반은 2010년 9월 29일 발매되었다. 리쌍의 7집 수록곡인 〈TV를 껐네〉가 2011년 8월 16일 선공개되었으며, 온라인에는 7집 음반인 《AsuRa BalBalTa》 8월 25일 전곡이 공개 및 발매되었다. 선공개한 〈TV를 껐네〉가 1위를 휩쓴데 이어, 정규 음반을 발매하자마자 타이틀곡 〈나란 놈은 답은 너다〉가 각종 음악 차트의 1위를 차지하고 10위 곡까지 전부 음반 수록곡으로 순위를 올리는 기염을 토한다. 활동곡인 〈나란 놈은 답은 너다〉와 〈TV를 껐네〉가 심의에서 방송금지 판정을 받으면서 리쌍은 가요 무대에는 거의 오르지 못하였다. 2011년 연말, 리쌍은 데뷔 이래 첫 단독 콘서트였던 《리쌍극장》을 전국 투어로 진행하여 좋은 반응을 얻었다. 한편, 개리는 10월 27일 윤미래의 〈Get It In〉 뮤직비디오에 카메오로 출연하였다.
2012년 1월 5일 개봉한 영화 《원더풀 라디오》에 개리는 만취한 손님 역할로 김종국과 함께 카메오로 출연하였는데, 이 영화에 출연하는 이광수가 특별히 감독님에게 부탁해 캐스팅돼 출연하게 된 것이라고 한다. 김종국, 이광수 둘다 개리와 같이 《런닝맨》에서 같이 활동하고 있다. 또한, 양희은과 함께 코카콜라의 For Everyone 캠페인 내레이션에도 참여하였다. 이 캠페인은 음악 애니메이션으로, 2012년 2월부터 방영되었다. 개리는 같은 허니 패밀리 출신인 미료의 노래 〈Party Rock〉를 피처링하였으며, 백지영의 노래 〈목소리〉도 피처링하였다. 〈Party Rock〉은 2012년 2월 1일 공개되었고, 〈목소리〉는 2012년 5월 7일 공개하자마자 멜론, 엠넷, 벅스, 소리바다 등 거의 모든 음원 차트에서 1위에 랭크되었다. 리쌍은 예능 활동을 꾸준히 이어가는 사이에도 음반 작업을 틈틈이 하여, 2012년 5월 트위터를 통해 8집 음반 《Unplugged》를 준비 중이라고 발표하였다. 이 앨범은 제목 그대로 언플러그드 컨셉으로 작업될 것이라고 미리 알려졌으며, 앨범 발매에 앞서 〈겸손은 힘들어〉, 〈너에게 배운다〉를 선공개하였다. 음반은 25일에 발표되었다. 이 때, 리쌍은 여러 음악가들을 모아 〈리쌍 유랑 극단〉을 결성하여 공연 활동을 펼쳤다. 7월 15일 공개된 싸이의 노래 〈77학개론〉에 개리는 길과 함께 피처링을 하였으며, 김진표, 싸이와 함께 작사도 맡았다. 이 노래는 가온차트 7월 4주차 주간 다운로드 차트에서 6위를 하기도 했다. 8월 30일, 개리는 서울 관악구에 위치한 병원에서 허리디스크 시술을 받았으며, 《런닝맨》의 8월 19일 방영분과 8월 26일 방영분에는 출연하지 못했다. 리쌍은 9월 8일부터 전국 투어 《리쌍극장2》를 전개하고 있으며, 11월 18일까지 공연이 계속될 예정이다. 한편, 개리는 2012년 4월 3일 서울패션위크에서 패션쇼 모델로 활동하기도 했으며, 2012년 7월 4일에는 효린, 김종국, 이광수와 함께 갤럭시R의 온라인 광고 모델이 되어 광고를 촬영하였다. 2012년 9월 리쌍컴퍼니가 《무한도전》 멤버들과 함께 기획한 "Super 7 콘서트"가 예상되는 공연 여건에 비해 비싼 가격과 무한도전 방영 시간과 겹치는 공연 시간대 등으로 비난을 받으면서 논란의 중심에 섰고, 9월 21일, 개리는 자신의 트위터에 “리쌍컴퍼니의 운영과 음악 공연에 더 열중하기 위하여 예능 활동을 중단 하려고 합니다. 아무런 예고도 없이 정말 죄송합니다. 죄송합니다.”라며 돌연 예능 중단을 선언했다. 그러나, 9월 28일, 개리와 길은 공식 입장 전문을 밝히며 예능 복귀 선언을 했다. 12월 30일 방영된 《SBS 연예대상》에서 개리는 버라이어티 부문 우수상을 수상하였다. 아울러 2014년 1월 15일에는 첫 솔로 음반을 발표한다는 소식을 전해왔다. 힙합씬의 신예 루키들과 공동작업을 통해 이뤄졌다고 하였으며, 지금까지 보여왔던 리쌍의 색을 벗어 던지고 개리만이 보여줄 수 있는 특유의 감성과 감각으로 색다른 음악적 시도를 선보일 것이라고 전해왔다.

## 음악 스타일
개리의 랩은 거칠고 둔탁한 음색이며, 신세한탄적이라고 한다. 또한, 하이톤의 랩이다. 리쌍의 노래에서는 길의 보컬로 접근해, 조금 더 집중하면 개리 랩 가사가 펼쳐지는 방식이라고 한다. KBS 《유희열의 스케치북》에서 랩 연습 방법에 대해 개리는 “나는 걸어다니면서 간판을 읽었다. 예를 들어 정.육.점이라고 (강하게) 발음하는 것. 정확한 발음이 가장 중요하다.”라고 말하기도 했다. 또한, 개리는 “그냥 내 성격대로, 내가 하고 싶고 할 수 있는 걸 하는 게 정답인 것 같다. 물론 랩 메이킹을 해서 짜임새 있게 라임을 넣고 멋있게 가는 것도 좋지만 나는 글을 먼저 쓰고 편하게 얘기하듯 랩을 하는 편이다.”라며 개리는 랩에 라임을 쓰지 않으며, 편하게 랩을 한다고 한다. 개리는 래핑 작업을 할 때, 인위적으로 가사를 만들지 않는다며, 다음과 같이 말하기도 했다. 
| “ | 나는 랩을 쓰고 나서 다시 듣기 좋게 구성한다거나 하는 랩 메이킹 작업을 안 한다. 해야 하는 게 맞긴 한데, 나는 그러면 가사를 너무 인위적으로 만드는 것 같아서 못하겠다. 그냥 가사를 시처럼 읽어주고 싶은 생각이 많다. 술자리에서든 혼자 집에 있을 때든 틈틈이 나는 생각들을 한 줄 두 줄 적어놓고 길이 음악을 만들면 내가 적어놨던 것 중에 어떤 얘기가 잘 맞을 것 같다는 생각을 하면서 작업한다. | ” |
|   | — 《10asia》의 기자들과의 인터뷰 中 |   |

작사가로도 활동하는 개리는 “책 잘 안 본다. 다만 류시화씨의 ‘하늘 호수로 떠난 여행’을 읽으며 배고플 때 버텼다. 이외수 선생님이 TV 다큐 나와서 글쓰기에 대해 한 말씀을 듣고 가사 쓰는 법을 많이 배웠다. 만나뵙고 싶은데 트위터 팔로어만 조용히 한다.”라며 이외수의 영향을 받았다고 한다. 또한, 개리가 작사한 노래의 가사에는 실제 경험을 바탕으로 한 가사가 많다. 멜론과의 인터뷰에서 개리는 음악 작업을 할 때 “글 쓸 때 만큼은 무조건 솔직해지자! 한번 작업하면 마음에 드는 게 나올 때까지 일어나지 않는 스타일입니다.”라고 밝히기도 했다. 또한, 개리는 다음과 같이 말하며 자기의 음악 철칙에 대해 말하기도 했다.
| “ | 어렸을 때부터 정말 무시를 많이 당했는데 음악도 랩도 정말 못했으니까-그래도 포기하지 않고 계속 한 곳만 파다보니 이제야 석유가 터졌나보다. 좋은 곡이 나올때까지는 100곡이든 그 이상이든 작업했다. 그게 철칙이자 비결이랄까? | ” |
|   | — 고경민 기자와의 인터뷰 中 |   |

개리는 음악 활동과 예능 활동을 병행하는 것에 대해서 “열심히 사는 청년들의 모습을 사람들에게 보여주고 싶다. 예능이면 예능, 음악이면 음악.”, “예능으로 인해 음악적인 색깔이 조금 달라질 수도 있겠지만, 그것이 리쌍의 근본을 흔들지는 못할 것.”이라며 자신의 음악과 예능 활동에 대해 의견을 말하기도 했다. 개리는 예능 활동을 시작할 당시, “드디어 내가 선글라스를 벗었다.”라고 표현하며, 예능과 음악을 확실히 구분 짓는다고 하였다. 《런닝맨》에서 ‘음악의 3요소가 무엇이냐’라는 질문에 ‘필, 소울, 마이라이프’라고 밝히기도 했다.

## 이미지 및 평가
개리는 음악과 예능 두 분야에서 모두 대중적으로 인기를 얻었다고 평가 받고 있다. 네이버 웹툰 《그린보이》의 등장인물 강휘건은 작가 정재한에 의하면, 개리를 모티브로 하였다고 한다.

### 음악
개리는 길과 마찬가지로 힙합 1세대로 불리고 있다.《MBC 뉴스데스크》에서는 리쌍을 대한민국에서 토종 힙합 열풍을 주도하며, 가요계의 기현상으로까지 표현되기도 했다. 대중음악 평론가 최지호는 “가요를 이해하고 있는 팀이다. 힙합으로 시작했지만 토착화된 멜로디도 잘 녹여낸다. 보통 국내 장르 음악들이 외국 것을 추종하려는 성향이 짙은 데 반해 리쌍은 거기에 대한 강박관념이 없는 것 같다.”고 리쌍에 대해 평가하였다. 또한, 리쌍의 힙합은 ‘한국적인 힙합’이라고 불리고 있으며, 매니아들의 음악이라는 힙합을 대중적으로 인기를 끌게 하였다고 평가받고 있다.
《데일리 포커스》의 김성대 기자는 리쌍의 노래 〈광대〉, 〈TV를 껐네...〉를 비롯한 리쌍 노래의 가사는 늘 대중의 공감을 샀다고 하며, 노골적이고 사실적이라고 한다. 〈광대〉, 〈TV를 껐네...〉 두 곡을 포함하여 리쌍의 많은 노래를 개리가 작사하였고, 개리의 작사 능력 덕분에 ‘힙합계의 음유시인’이라고도 불리고 있다. 이즘은 개리의 작사에 대해서 ‘운율에 얽매여 있지 않다. 그냥 말을 하듯이 자연스럽게 흘러간다.’라고 평가했다. 개리의 가사는 듣는 사람이 가사에 집중하게 만드는 힘을 갖고 있으며, 랩을 하기보다는 시를 읽듯 흘러가는 개리만의 랩 플로우를 관통시켜 리쌍의 감수성을 만들어낸다고 평가한 글도 있었다.
가수 박지민은 개리를 함께 작업하고 싶은 가수 및 이상형으로 뽑았다. 래퍼 L.E.O는 “MC 스나이퍼가 리쌍의 개리 형과 함께 최고인 것 같아요.”라며 개리가 자신에게 자극이 되고 힘이 되는 가수라고 하였다. 가수이자 예능인인 하하는 트위터에 “리쌍 완전 멋져... 나도 리쌍처럼 되고싶다. 노력해야겠어. 넘버원 리쌍!”이라고 하기도 했다. 가수 백지영은 〈목소리〉를 피처링한 개리에 대해 “자기 본연의 스타일을 살짝 바꿔 불러주는 개리의 센스가 고마웠어요. 랩인데 마치 노래를 하듯이 말이죠.”라기도 했다. 가수 정인은 개리에 대해서
| “ | 우리나라 최고의 래퍼이고 존경한다. 오빠가 흘겨놓은 가사들을 무심코 봤다가 감동한 적이 한두 번이 아니다. 무엇보다 리쌍만의 음악과 리쌍만의 정서가 있다는 사실 하나로 너무 멋지다. 개리 오빠는 언제나 만나면 조언을 아끼지 않고 나에게 영감을 준다. 읽기 좋은 책들도 많이 추천해주는 편이다. | ” |
|   | — 정인이 개리에게 보내는 편지 |   |

라고 했으며, YTN 《뉴스앤이슈-이슈앤피플》에서도 “가끔 가사가 바닥에 떨어져 있어서 읽어보면 너무 멋있다. '이게 뭐냐'고 물어보니깐 개리 오빠 새 가사라고 하더라. 리쌍은 음악적으로 내 멘토다.”라고 발언하기도 했다. 《무한도전》의 김태호 프로듀서는 2011년 8월 25일 트위터에 “길&개리 음악 드럽게 잘하네.”라며 극찬하기도 했다. 개리는 양희은과 함께 코카콜라의 For Everyone 캠페인 내레이션에 참여하였는데, 코카콜라 측은 “매력적인 목소리로 사람들에게 행복과 기쁨을 주는 개리가 광고 콘셉트에 제격이라고 판단돼 이번 CF내레이션 모델로 발탁하게 됐다.”고 밝히기도 했다.

### 예능
예능에서의 활동이 대중들이 래퍼인 개리를 친숙하게 생각하게 되었다고 한다. 《무한도전》 출연 당시에 무한도전에 잘 적응하는 모습을 보인다며 호평을 받기도 하였다. 《런닝맨》의 경우, 처음으로 고정 출연자로 등장하였다. 런닝맨의 방송분에서 이효리는 개리에게 “길보다 더 예능감각이 뛰어나다.”라고 발언하기도 하였다. 예능에 처음 출연하는 개리에 대해서 시청자들은 처음에 반신반의하였지만, 특유의 시크하면서도 능글맞은 모습이 인상적이라고 한다. 《런닝맨》에서 송지효와의 러브라인 관계는 "월요커플"이라는 말을 만들어냈으며, 송지효와 잘 어울리는 것은 물론이고, 월요커플은 《런닝맨》에서 좋은 설정인 동시에 인상적이다고 평가받았다. 개리와 송지효의 합성된 결혼 사진도 공개되었으며, “이렇게 된 참에 결혼해 버려요.”, “월요커플 정말 좋아.” 라고 네티즌들이 반응하기도 했다. 개리의 "월요커플"의 "월요남친" 이미지는 자상하며, 유머러스하며, 순애보적인 해바라기식 연모가 보이는 이미지라고 한다. 런닝맨에서 생긴 개리의 별명은 많은데, 대표적으로 "직진개리", "강개리", "월요남친", "개리쒸" 등이 있다. 또한, 개리는 런닝맨에서 "~슴돠", "스트~뤠쓰!" 등의 유행어를 만들기도 하였다. 개리는 또한, "갖고 싶은 강개리", "갖고 싶은 남자 강개리" 등으로 불리기도 한다. 개리는 흔한 남자, 일명 "흔남"의 이미지를 가지고 있지만, 2012년 5월 6일 《런닝맨》의 방송분에서 외모 투표 2위에 개리로 선정되기도 하였다. 개리는 디시인사이드에서 선정한 예능 프로그램으로 재발견한 스타에서 1위로 선정되기도 하였다.

## 기타 사업
개리는 식당 경영자, 공연 기획사의 설립자이자 공연 기획·연출가로도 활동하고 있다. 개리는 리쌍의 멤버 길과 함께 서울 건국대 인근, 강남역 인근에 막창집을 운영하고 있으며, 신사동 가로수길에 53억원대의 주택을 공동 소유하고 있다. 2012년 5월 22일, 개리는 길과 함께 리쌍컴퍼니라는 공연 기획사를 설립하였다고 발표하였다. 리쌍컴퍼니는 공연 기획 외에도 엔터테인먼트 사업을 하고 있으며, 대표적으로 리쌍의 콘서트 투어 《리쌍극장》을 기획하였다.

## 음반 활동

### 리쌍
| 정규 음반 - Leessang of Honey Familly (2002년) - 《재, 계발》 (2003년) - Library Of Soul (2005년) - Black Sun (2007년) - 《伯牙絶鉉(백아절현)》 (2009년) - HEXAGONAL (2009년) - AsuRa BalBalTa (2011년) - Unplugged (2012년) - MR. GAE (2014년) - 단독 미니앨범 - 2002 (2015년) - 고민 (2017년) | 베스트 음반 - Leessang Special Jungin (2004년) 솔로 음반 - Mr.GAE (2014년) - 2002 (2015년) - 또 하루 (2016년) - Mei Guan Xi (It's OK) (2016년) - 고민 (2017년) - 태양 (2018년) - Purple Bikini (2019년) - 2020 (202년) | 디지털 싱글 - 개리 X 정인 사람 냄새 (2014년) - 개리 X 정인 자전거 (2014년) - 개리 X 챈슬러 태양 (2018년) |

### 피처링
| 음악가                    | 노래                                 | 발매일           |
| ------------------------- | ------------------------------------ | ---------------- |
| 김장훈                    | 그럴 수만 있다면                     | 2000년 11월 29일 |
| 브라운 아이즈             | 너에게 들려주고 싶은 두 번째 이야기  | 2001년 6월 7일   |
| 윤희중 A.K.A 3534         | 경고성 조곡                          | 2001년 8월 10일  |
| 박명호                    | 썅송                                 | 2002년 10월 10일 |
| 브라운 아이즈             | 사랑 (I Wanna Fall In Love With You) | 2002년 11월 26일 |
| 이재훈                    | Sad Christmas                        | 2002년 11월 26일 |
| 이하늘                    | Merry Christmas                      | 2002년 11월 30일 |
| 김범수                    | 영원에 관하여                        | 2004년 4월 30일  |
| 디기리                    | 토요일 오후                          | 2004년 6월 3일   |
| 디기리                    | 0영역의 배틀                         | 2004년 6월 3일   |
| 김건모                    | Mr .빅맨                             | 2004년 9월 3일   |
| 리듬킹                    | 인생에 뭐 별 거 있나                 | 2004년 10월      |
| BMK                       | Rainbow                              | 2005년 1월 13일  |
| 은지원                    | Gotta Go                             | 2005년 2월 23일  |
| 다이나믹 듀오             | It's Alright                         | 2005년 10월 26일 |
| 장혜진                    | 불꽃                                 | 2006년 6월 26일  |
| 라이머                    | 서른 즈음에                          | 2007년 4월 21일  |
| 미스틱 퍼즐               | 그런 얘기...                         | 2008년 1월 16일  |
| 문지은                    | I Do                                 | 2008년 4월 10일  |
| 플라이 투 더 스카이       | 즐겨찾기                             | 2009년 2월 12일  |
| 다이나믹 듀오             | 잔돈은 됐어요                        | 2009년 10월 7일  |
| 이효리                    | 그네                                 | 2010년 4월 12일  |
| 김종국                    | 다시 내게로 돌아와                   | 2010년 9월 29일  |
| 프라이머리                | Happy Ending                         | 2011년 4월 27일  |
| 길                        | 삼바의 매력                          | 2012년 1월 7일   |
| 미료                      | Party Rock                           | 2012년 2월 1일   |
| 타우, 하하                | 사랑                                 | 2012년 2월 28일  |
| 백지영                    | 목소리                               | 2012년 5월 17일  |
| 김종국                    | 너에게 하고 싶은 말                  | 2012년 11월 1일  |
| 정인                      | 좀 걷자                              | 2013년 3월 12일  |
| MC 몽                     | 고장난 선풍기                        | 2014년 11월 3일  |
| 영준 (브라운 아이드 소울) | 니 생각뿐                            | 2015년 3월 27일  |
| 주라                      | No답                                 | 2015년 12월 3일  |
| 박명호                    | 침대구석                             | 2016년 5월 4일   |
| SAN E                     | 마치 비행기                          | 2016년 5월 13일  |
| 한요한                    | 악당 퇴치                            | 2019년 3월 9일   |
| 플로우식                  | 일주일째(1week)                      | 2019년 8월 25일  |
| 저스디스                  | Momo                                 | 2019년 9월 28일  |
| 전남친 & 정인             | 그대 곁에 매일                       | 2020년 9월 14일  |
| 헤이즈                    | 처음처럼                             | 2021년 5월 20일  |
| TRADE L                   | 나침반                               | 2021년 11월 25일 |
| SUDI                      | 장난감 병정                          | 2021년 12월 2일  |
| CHE                       | 어쩔 수가 없네                       | 2022년 3월 11일  |
| 릴러말즈 & TOIL           | 후유증                               | 2022년 5월 20일  |
| 버벌진트                  | Rebuild The World                    | 2022년 5월 29일  |
| Babylon (베이빌론)        | 몽상가                               | 2022년 12월 15일 |
| Jason Lee (제이슨 리)     | no sugar                             | 2024년 3월 13일  |
| 행주                      | DUMMY                                | 2025년 2월 21일  |

## 출연 작품

### 뮤직비디오
리쌍의 뮤직비디오는 제외한다.
- 윤미래 - Get It In[61]

### 텔레비전 프로그램
- 2010년 7월 11일 ~ 2016년 11월 6일 SBS 런닝맨

- 2014년 2월 8일 tvN 《응급남녀》 - 대리기사 역 (카메오 출연)[119]
- 2014년 11월 7일 저장위성 《달려라 형제 시즌 1》 - 게스트
- 2020년 2월 2일 ~ 2020년 12월 27일 KBS2 《슈퍼맨이 돌아왔다》 고정 출연[120]
- 2020년 SBS 《정글의 법칙》 - 게스트
- 2023년 채널A 《도시어부 5》 - 게스트

### 영화
- 《외출》 - 길과 함께 특별 출연[121]
- 《다찌마와 리: 악인이여 지옥행 급행열차를 타라!》 - 상하이 역 불량배 1[38]
- 《원더풀 라디오》 - 카메오 출연[62]
- 《범죄도시5》 - 중카 역 (첫 천만영화)

### CF
- 2013년 롯데제과 도리토스
- 2013년 소니 MDR (with 길, 김예림)
- 2014년 한국 미즈노[122]
- 2015년 경동제약 그날엔 (with, 송지효)
- 2017년 사이게임즈 섀도우버스

## 수상 경력
- 2010년 - SBS 연예대상 예능 뉴스타상[54][123]
- 2011년 - 제53회 전국조정선수권대회 2000m 노비스 에이트 특별상[124]
- 2012년 - SBS 연예대상 버라이어티 우수상[77]
- 2013년 - SBS 연예대상 시청자들이 뽑은 인기상
- 2015년 - SBS 연예대상 버라이어티 최우수상

### 가요 프로그램 1위
| 연도            | 수상 내역 (총 2회)                                              |
| --------------- | --------------------------------------------------------------- |
| 2014년 (총 1회) | - 사람냄새(With 정인) (총 1회) - 6월 7일 MBC 《쇼음악중심》 1위 |
| 2016년 (총 1회) | - 또 하루(총 1회) - 1월 10일 SBS 《인기가요》 1위               |

## 가족 관계
- 배우자 : 김세은
  - 아들 : 강하오 (2017년 11월 17일 ~ )